# Gran Premio de Alemania del Este de Motociclismo de 1967
El Gran Premio de Alemania del Este de Motociclismo de 1967 fue la séptima prueba de la temporada 1967 del Campeonato Mundial de Motociclismo. El Gran Premio se disputó el 16 de julio de 1967 en el Circuito de Sachsenring.

## Resultados 500cc
Después de la derrota en Bélgica, Honda envió una máquina de 500cc completamente nueva para Mike Hailwood. Esta tenía un motor más ligero debido al uso de magnesio para el cárter, la caja de cambios y otras partes. Hailwood se había entrenado como el más rápido pero Giacomo Agostini lideró desde el principio y en cada vuelta su ventaja aumentaba unos segundos. La Honda de Hailwood comenzó a saltar y finalmente la caja de cambios se rompió y tuvo que abandonar. Giacomo Agostini ganó la carrera. John Hartle (Métisse-Matchless) quedó en segundo lugar a una vuelta y Jack Findlay quedó en tercer lugar.
| Pos.    | Piloto           | Equipo             | Tiempo      | Pts. |
| ------- | ---------------- | ------------------ | ----------- | ---- |
| 1       | Giacomo Agostini | MV Agusta          | 1:00:34.000 | 8    |
| 2       | John Hartle      | Metisse            | +1 Vuelta   | 6    |
| 3       | Jack Findlay     | Matchless-McIntyre | +1 Vuelta   | 4    |
| 4       | John Dodds       | Norton             | +1 Vuelta   | 3    |
| 5       | Rodney Gould     | Norton             | +1 Vuelta   | 2    |
| 6       | Dan Shorey       | Norton             | +1 Vuelta   | 1    |
| 7       | Billie Nelson    | Norton             |             |      |
| 8       | Chris Conn       | Norton             |             |      |
| 9       | Steve Spencer    | Norton             |             |      |
| 10      | Gyula Marsovszky | Matchless          |             |      |
| 11      | Godfrey Nash     | Norton             |             |      |
| 12      | Bosse Granath    | Matchless          |             |      |
| 13      | Keith Turner     | Matchless          |             |      |
| 14      | Jack Saunders    | Matchless          |             |      |
| 15      | Hannu Kuparinen  | Matchless          |             |      |
| Ret     | Karl Hoppe       | Matchless          | Ret         |      |
| Ret     | Fritjof Eccarius | Matchless          | Ret         |      |
| Ret     | Lewis Young      | Matchless          | Ret         |      |
| Ret     | Eric Hinton      | Norton             | Ret         |      |
| Ret     | Stuart Morin     | Norton             | Ret         |      |
| Ret     | John Cooper      | Norton             | Ret         |      |
| Ret     | Karoly Berek     | Norton             | Ret         |      |
| Ret     | Joe Dunphy       | Norton             | Ret         |      |
| Ret     | Kel Carruthers   | Metisse            | Ret         |      |
| Ret     | Fred Stevens     | Paton              | Ret         |      |
| Ret     | Jourko Ryhänen   | Matchless          | Ret         |      |
| Ret     | Malcolm Stanton  | Norton             | Ret         |      |
| Ret     | Mike Hailwood    | Honda              | Ret         |      |
| Fuente: |                  |                    |             |      |

## Resultados 350cc
Al secarse Sachsenring, Giacomo Agostini no pudo seguir la estela de Mike Hailwood. A mitad de carrera, la MV Agusta comenzó a correr mal y en una parada en boxes se descubrió que uno de los ventosas había desaparecido, así que Ago tuvo que continuar con un motor en mal estado. Llegó segundo, pero dos minutos y medio detrás de Mike Hailwood. Derek Woodman terminó tercero porque pudo pasar a Heinz Rosner en el último kilómetro.
| Pos. | Piloto            | Moto              | Tiempo      | Pts. |
| ---- | ----------------- | ----------------- | ----------- | ---- |
| 1    | Mike Hailwood     | Honda             | 1:05:15.800 | 8    |
| 2    | Giacomo Agostini  | MV Agusta         | +2:39.000   | 6    |
| 3    | Derek Woodman     | MZ                | +1 Vuelta   | 4    |
| 4    | Kelvin Carruthers | Metisse-Aermacchi | +1 Vuelta   | 3    |
| 5    | Heinz Rosner      | MZ                | +1 Vuelta   | 2    |
| 6    | Dan Shorey        | Norton            | +2 Vueltas  | 1    |
| 7    | Karl Hoppe        | Aermacchi         |             |      |
| 8    | Chris Conn        | Norton            |             |      |
| 9    | František Šťastný | Jawa              |             |      |
| 10   | Mike Duff         | Aermacchi         |             |      |
| Ret  | Billie Nelson     | Norton            | Ret         |      |
| Ret  | John Hartle       | Aermacchi         | Ret         |      |

## Resultados 250cc
En el cuarto de litro, Phil Read y Mike Hailwood lucharon durante seis vueltas por el liderato, pero luego Hailwood paró en boxes por problemas con el motor. Phil Read ganó la carrera y Bill Ivy quedó en segundo lugar con una generosa ventaja sobre Ralph Bryans.
| Pos. | Piloto           | Moto    | Tiempo     | Pts. |
| ---- | ---------------- | ------- | ---------- | ---- |
| 1    | Phil Read        | Yamaha  | 46:40.600  | 8    |
| 2    | Bill Ivy         | Yamaha  | +53.500    | 6    |
| 3    | Ralph Bryans     | Honda   | +1:38.800  | 4    |
| 4    | Heinz Rosner     | MZ      | +3:01.800  | 3    |
| 5    | Ginger Molloy    | Bultaco | +1 Vuelta  | 2    |
| 6    | Gyula Marsovszky | Bultaco | +1 Vuelta  | 1    |
| 7    | Hartmut Bischoff | MZ      | + 1 Vuelta |      |
| 8    | Jim Curry        | Honda   |            |      |
| 9    | Lothar John      | Suzuki  |            |      |
| 10   | Keith Turner     | Bultaco |            |      |
| Ret  | Derek Woodman    | MZ      | Ret        |      |
| Ret  | Mike Hailwood    | Honda   | Ret        |      |
| DNS  | Werner Daubitz   | MZ      | (†)        |      |

## Resultados 125cc
En el octavo de litro, se esperaba en el equipo Suzuki el nuevo cuatro cilindros (RS 67), pero cuando no llegaron, tuvieron que usar la dos cilindros. Yoshimi Katayama comenzó como el más rápido pero tuvo que abandonar en la tercera vuelta. Bill Ivy se hizo cargo del liderato y detrás de Phil Read y Stuart Graham lucharon por el segundo lugar. Read ganó esa batalla y Graham terminó tercero.
| Pos. | Piloto           | Moto    | Tiempo    | Pts. |
| ---- | ---------------- | ------- | --------- | ---- |
| 1    | Bill Ivy         | Yamaha  | 39:38.900 | 8    |
| 2    | Phil Read        | Yamaha  | +23.100   | 6    |
| 3    | Stuart Graham    | Suzuki  | +30.200   | 4    |
| 4    | Klaus Enderlein  | MZ      | +1 Vuelta | 3    |
| 5    | Thomas Heuschkel | MZ      | +1 Vuelta | 2    |
| 6    | László Szabó     | MZ      | +1 Vuelta | 1    |
| 7    | Eberhard Mahler  | MZ      |           |      |
| 8    | Hartmut Bischoff | MZ      |           |      |
| 9    | Ginger Molloy    | Bultaco |           |      |
| 10   | Jim Curry        | Honda   |           |      |
| Ret  | Yoshimi Katayama | Suzuki  |           |      |